# شرطة اتحادية عراقية
الشرطة الأتحادية العراقية هي قوة عسكرية تابعة لوزارة الداخلية.

## التأسيس
في عام 2004 تشكلت نواة الشرطة الاتحادية بمُتابعة شخصية من قبل الفريق الأول ركُن أحمد علي الخفاجي و كانت عبارة عن قوتين منفصلتين الأولى تابعة إلى مكتب المستشار الأمني لوزير الداخلية وسميت هذه القوة بـ(مغاوير الداخلية) والثانية تابعة إلى مديرية العمليات وتسمى (قوات حفظ النظام) ثم جمعت هاتين القوتين تحت قيادة واحدة وسميت (قيادة القوات الخاصة) ولاحقاً تم تعديل اسمها إلى (قيادة الشرطة الوطنية) ويبدو من هذا ان هذه القوة كان الغرض من وجودها هو سد الفراغ الأمني والحاجة في ذلك الوقت إلى قوات من أي نوع لمكافحة الأرهاب المتنامي وبدأت أعدادها في التزايد تماشياً مع ازدياد حجم الأرهاب ولم يكن في ذلك الحين أي تخطيط لمستقبل هذه القوات عند انحسار الأرهاب وكما يثبت التأريخ فان الأرهاب لم ينجح يوماً في تشكيل دولة.وفي نهاية عام 2006 وبداية عام 2007 وضعت ستراتيجية جديدة لمستقبل هذه القوات وبنفس الوقت تستوعب المرحلة الحالية من الصراع مع الأرهاب وحددت واجبات مستقبلية لاستيعاب المراحل اللاحقة والمتوقعة استناداً إلى تجارب الشعوب في هذا المجال.
وحصلت موافقة المراجع على تغيير اسم هذه القوات من قيادة الشرطة الوطنية إلى ( قيادة قوات الشرطة الإتحادية ) وقد صدر هذا الأمر بكتاب مكتب الوزير المرقم 10948 في 30/4/2009 والأمر الإداري الصادر عن وكالة الوزارة للشؤون الإدارية والمالية المرقم 25628 في 28/6/2009 